# БелОМО
БелОМО (Белорусское оптико-механическое объединение) — белорусский производитель оптической, оптико-механической и оптико-электронной аппаратуры, объединение предприятий оптико-механической промышленности СССР и Республики Беларусь. Основано в 1971 году на базе Минского механического завода имени С. И. Вавилова.
По оценке предприятия, оно занимает 2-3 % мирового рынка прицелов для стрелкового оружия, приборов наблюдения, систем управления огнём бронетанковой техники, около 10 % российского рынка и около 80 % внутреннего рынка этих товаров. Предприятие также выпускает автомобильные агрегаты, счётчики газа, инфракрасные излучатели, хладоновые герметичные компрессоры, бытовую технику.
С 1992 года предприятие возглавлял Вячеслав Бурский. В январе 2019 года он был задержан правоохранительными органами. В феврале 2019 года президент Белоруссии согласовал на должность генерального директора Александра Мороза.

## Состав объединения
- ОАО «ММЗ имени С. И. Вавилова» — управляющая компания холдинга «БелОМО» г. Минск — особо сложная оптико-механическая и оптико-электронная аппаратура (космические, топографические, спектрозональные, фотограмметрические системы и комплексы; кинотеодолитная техника; бронетанковые, гиростабилизированные оптические прицелы, приборы лазерного наведения; промышленные передвижные и стационарные киноустановки)
- ОАО «Зенит-БелОМО», г. Вилейка — фототехника, оптические прицелы для стрелкового оружия, наблюдательные приборы, весоизмерительная техника.
- ОАО «Рогачёвский завод «Диапроектор», г. Рогачёв — диапроекционная техника, различные виды прицелов и приборов наведения для бронетехники.
- ОАО «Жлобинский завод «Свет», г. Жлобин — репродукционная техника, фотоувеличители, оптические приборы для нужд МВД.
- УП «НТЦ «ЛЭМТ» БелОМО», г. Минск — разработка и изготовление лазерных изделий и изделий для медицины.
- ОАО «Завод «Оптик», г. Лида — выпуск геометрической оптики — призмы и линзы различной конфигурации, пластины, зеркала плоские и сферические, светофильтры, клинья, трубки, штабики, комплектующие для оптических приборов и узлов фототехники, военной, лазерной, медицинской и научно-исследовательской техники, очковые линзы различных классификаций.

## Образцы продукции

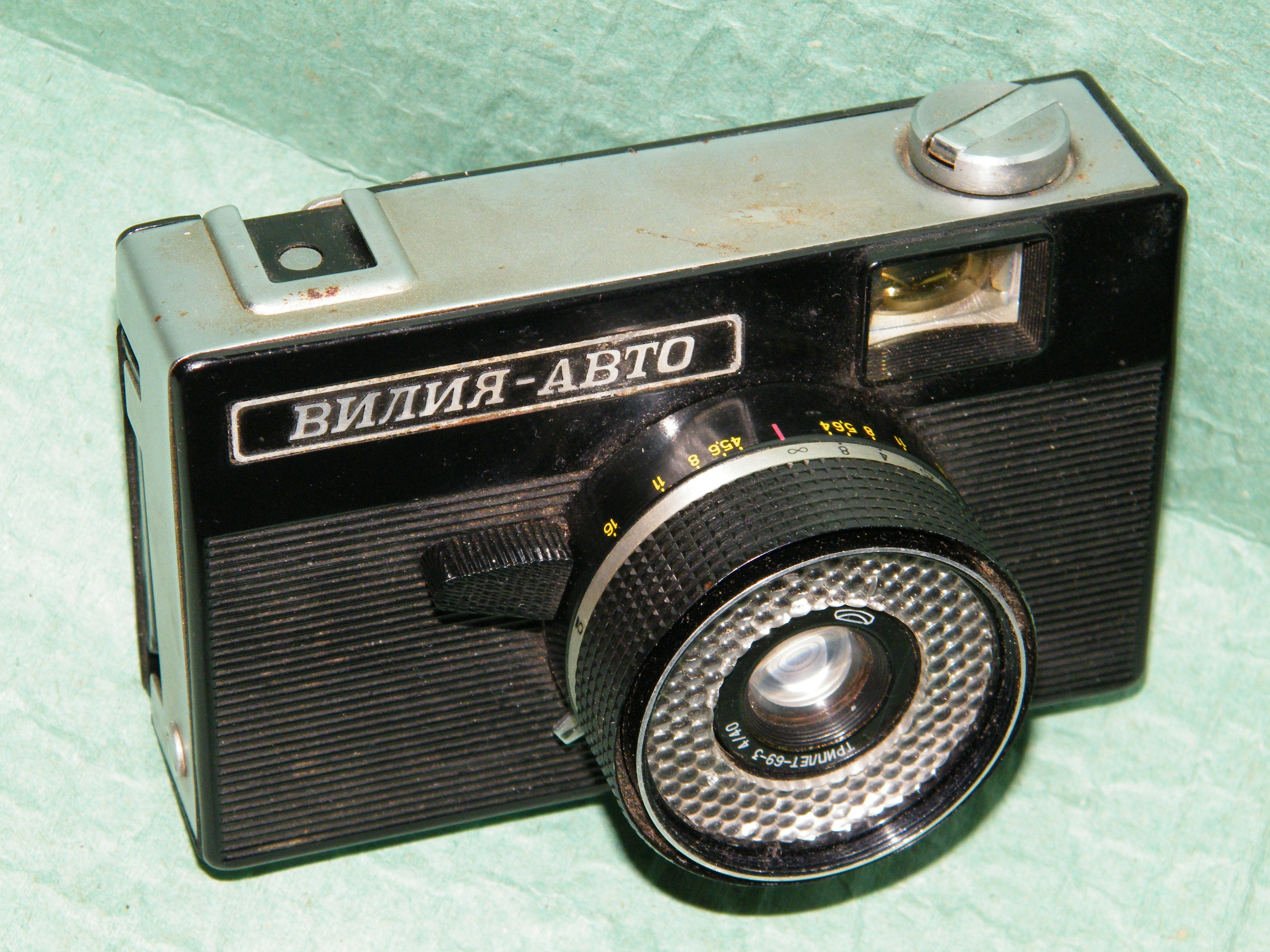
Фотоаппарат «Вилия-авто» (БелОМО)
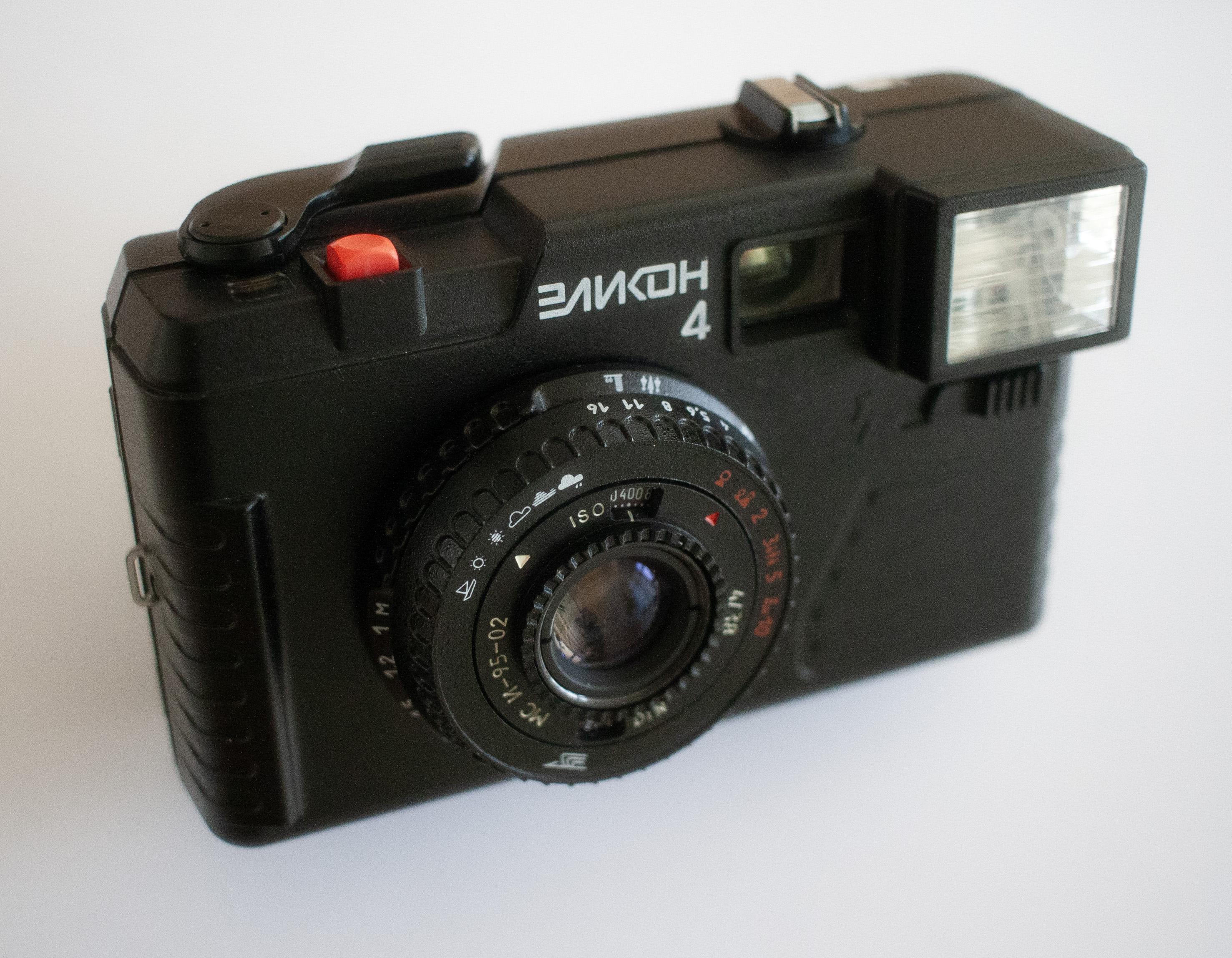
Фотоаппарат «Эликон-4»
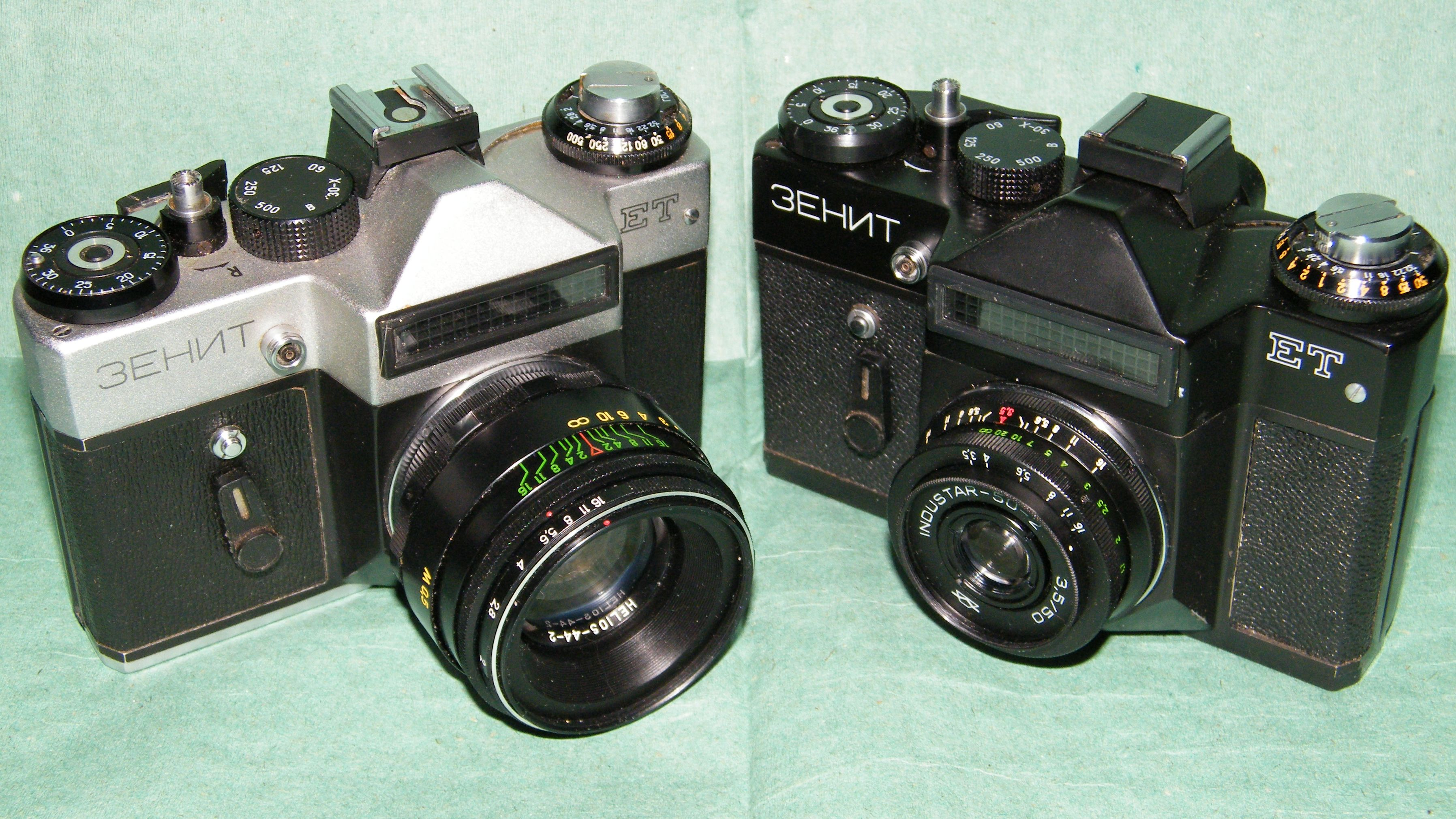
Фотоаппараты «Зенит-ЕТ» (БелОМО)
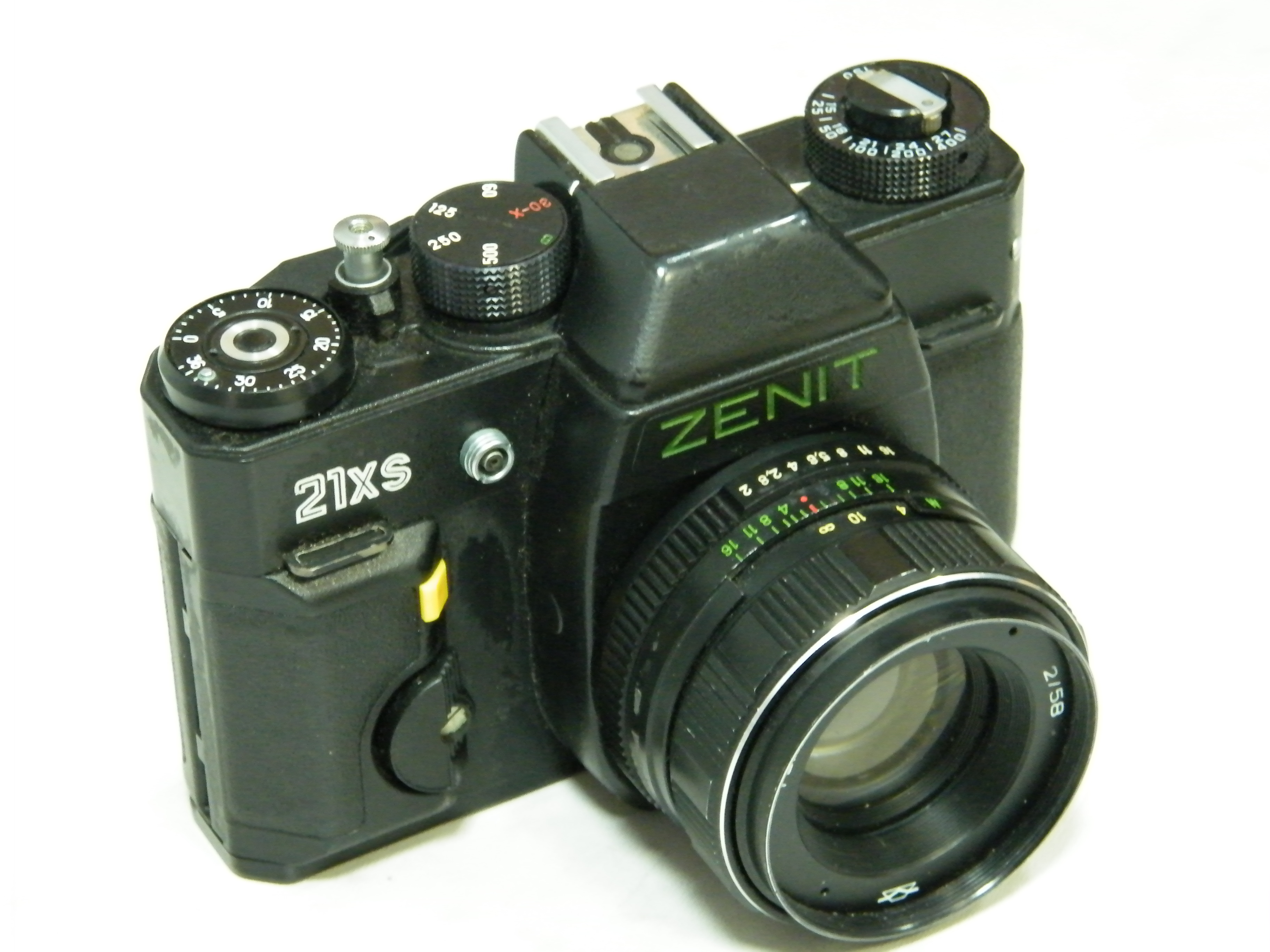
Фотоаппарат «Зенит-21XS» (БелОМО)
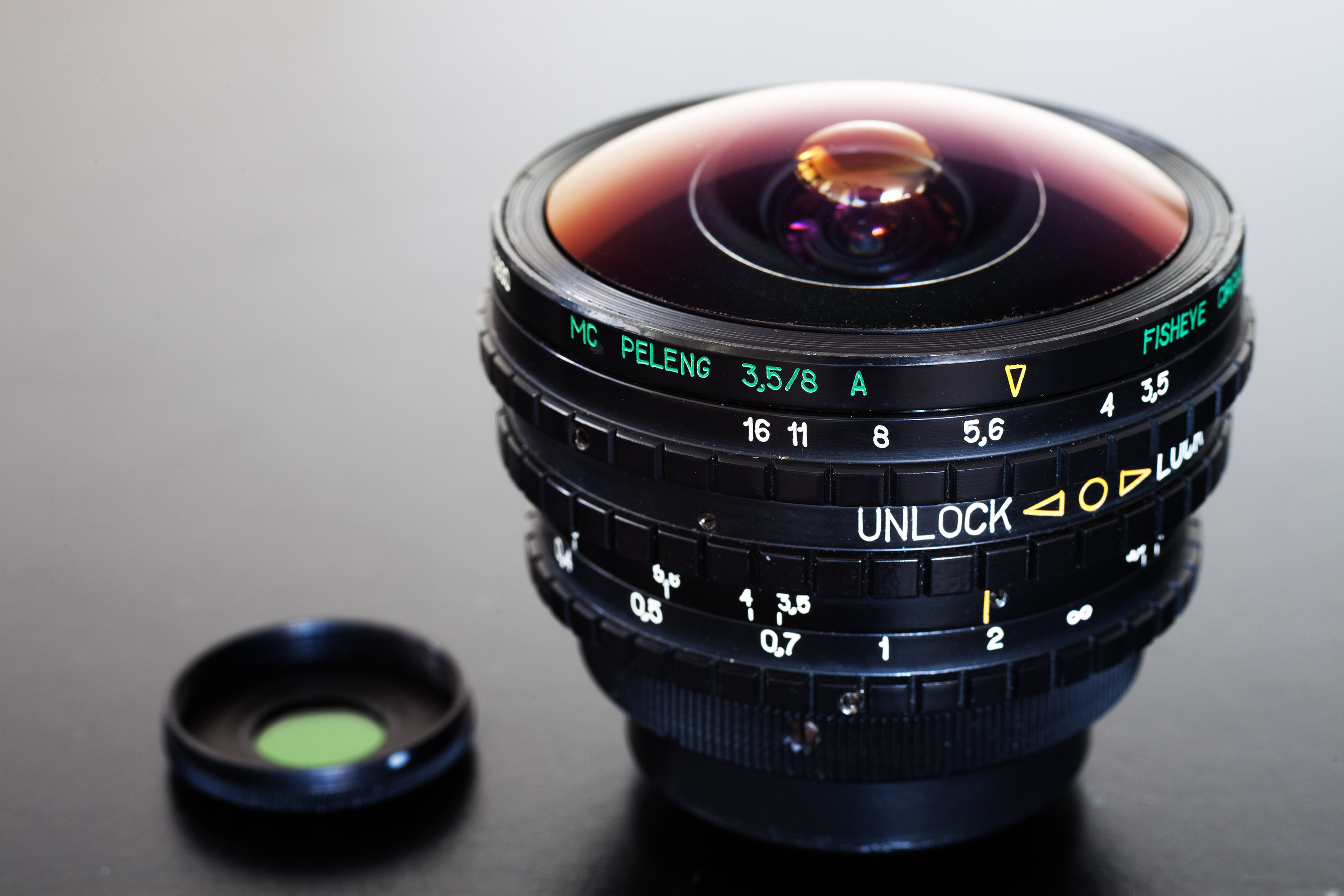
Объектив «МС Пеленг 3.5/8A» (рыбий глаз)
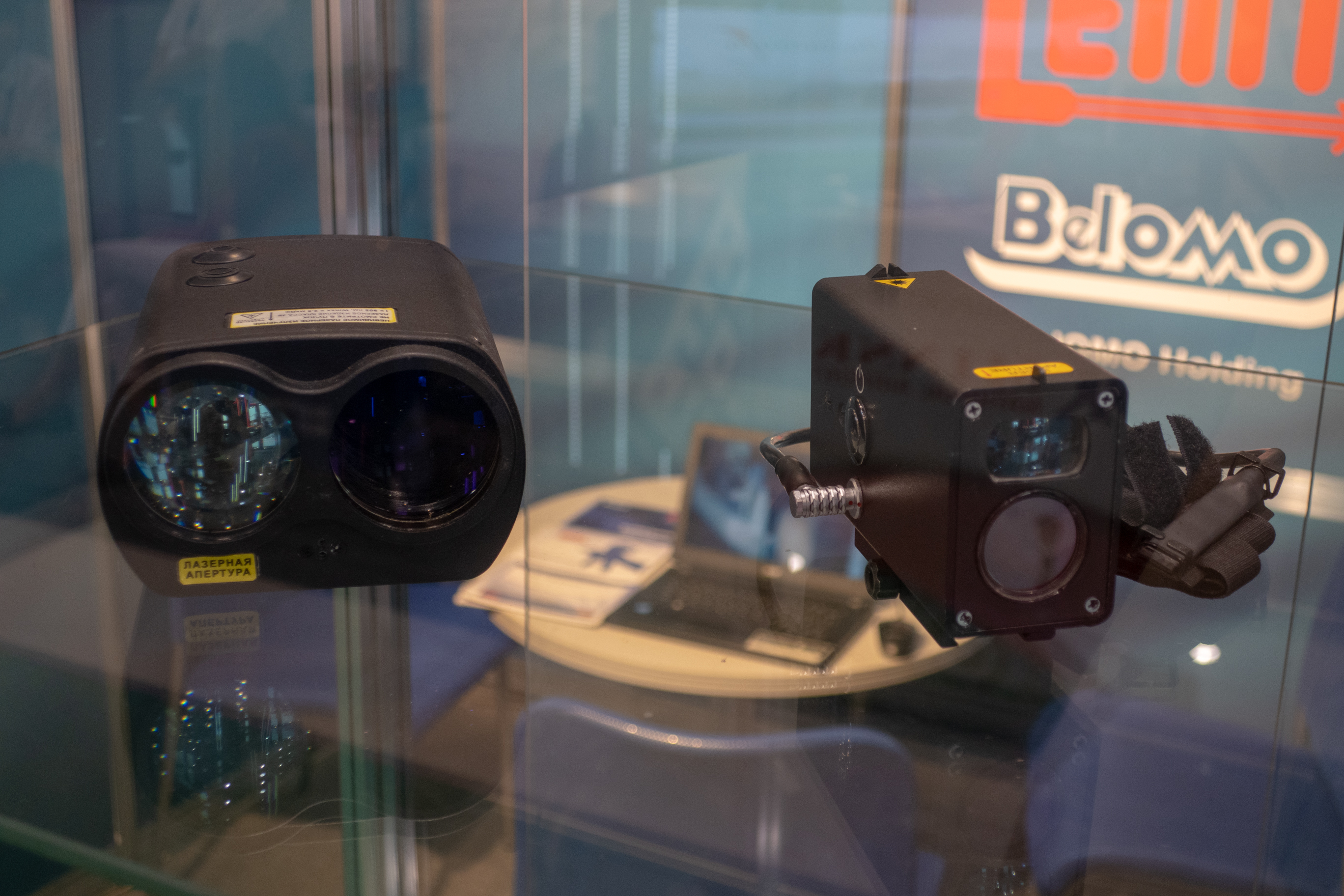
Лазерные дальномеры
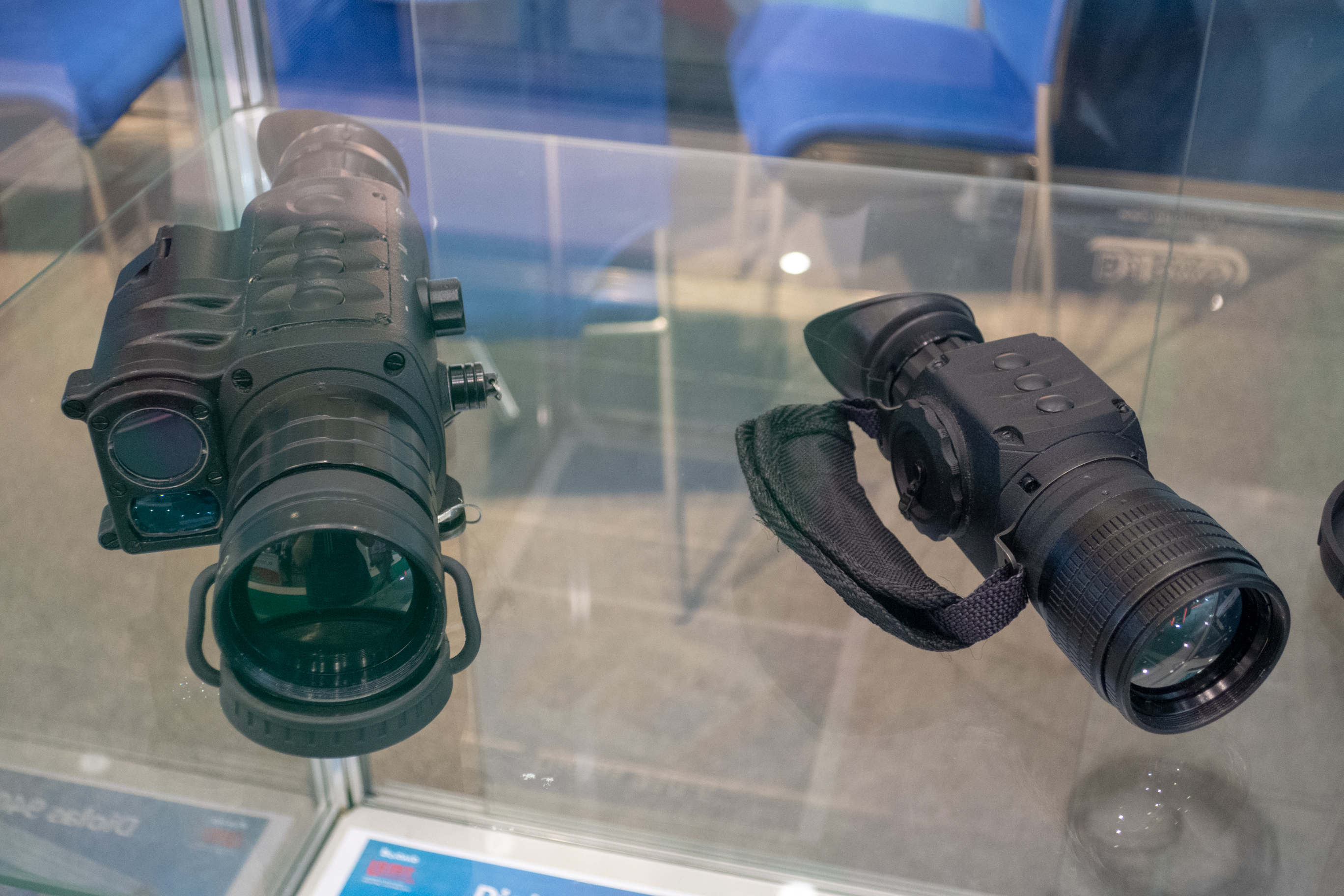
Оптоэлектронные прицелы
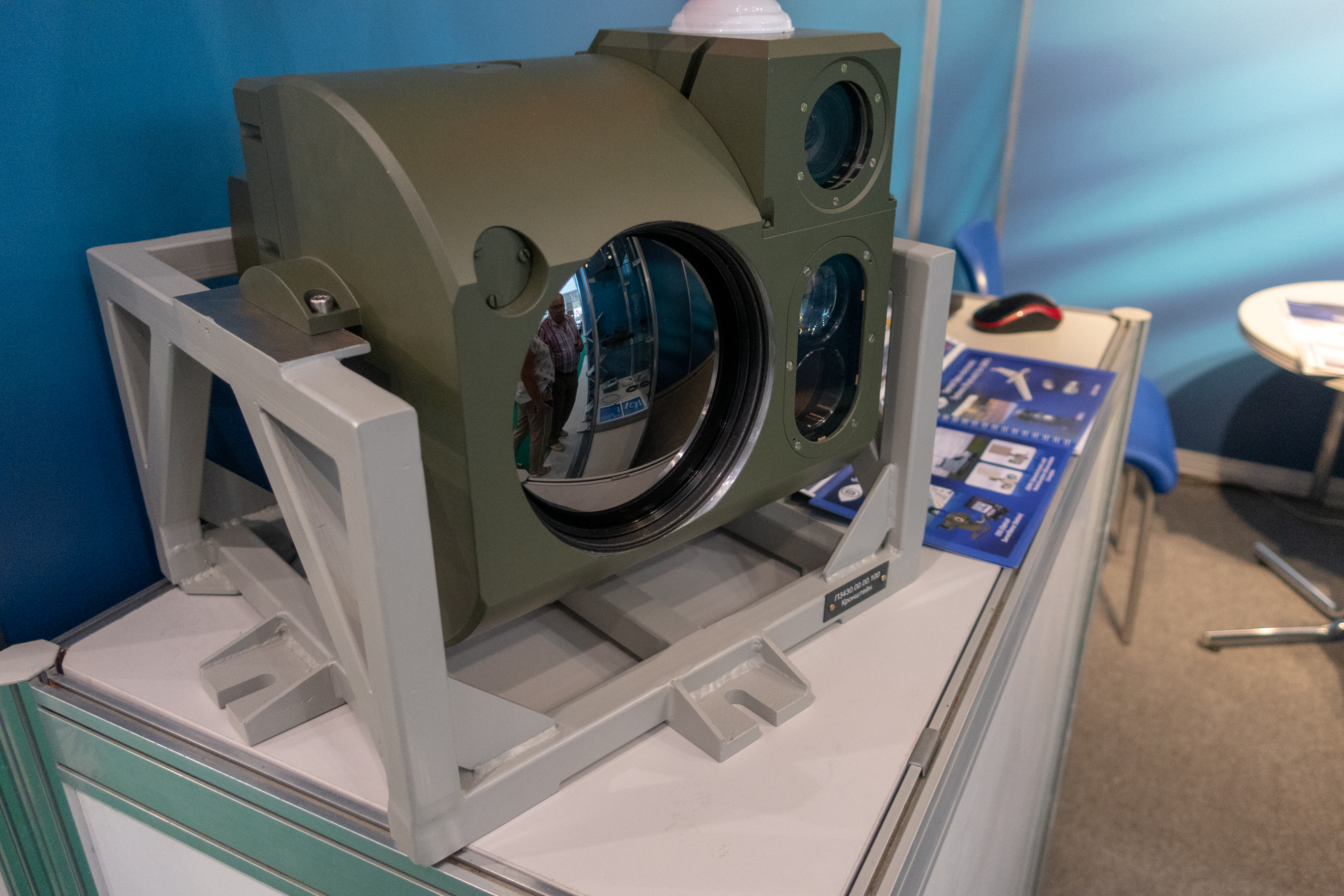
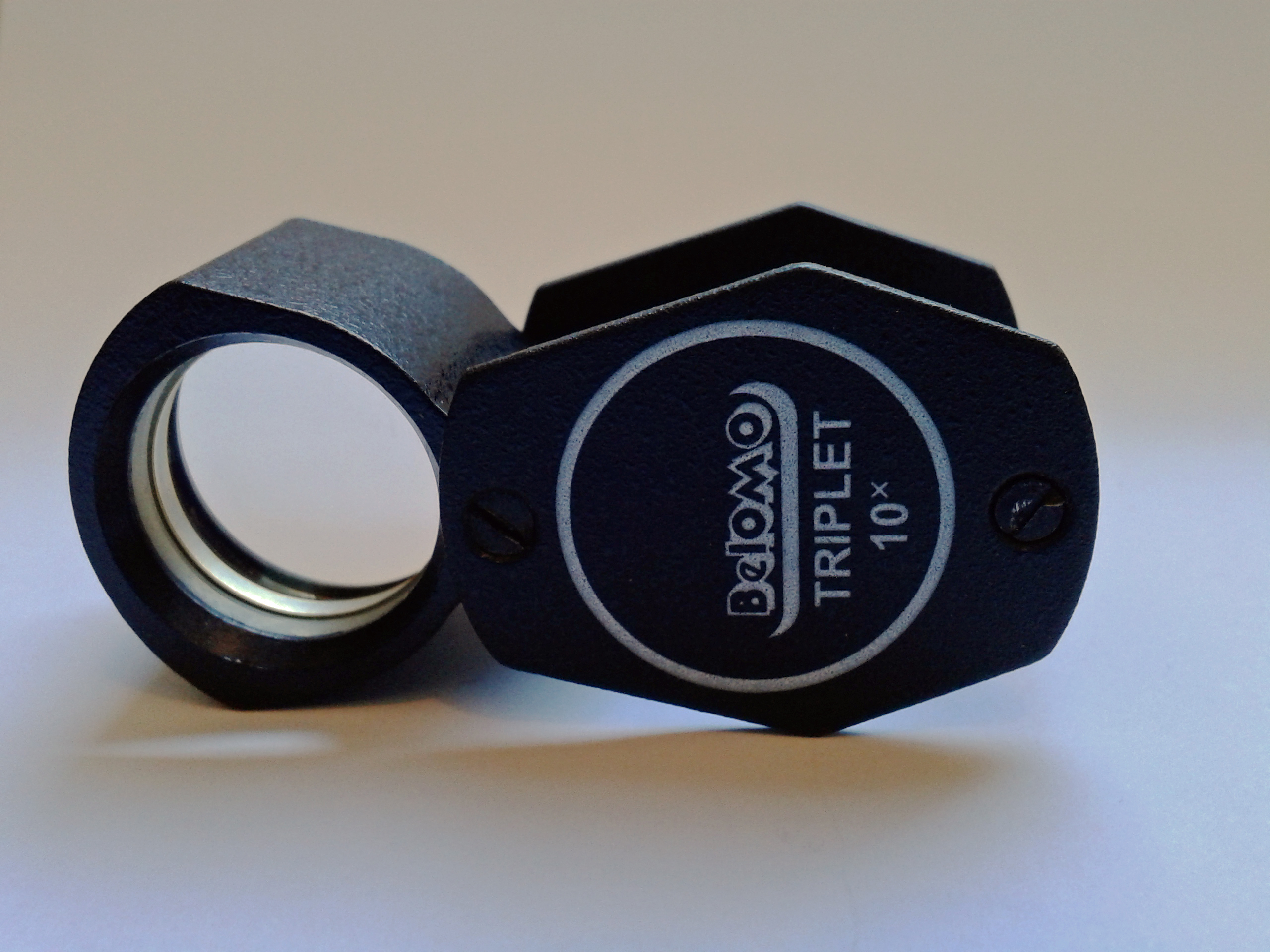
Бытовая лупа

## Совместные предприятия
- совместное белорусско-немецкое предприятие «Цейсс-БелОМО» — изготовление высокоточных оптических изделий
- совместное белорусско-итальянское предприятие СП «БелОМО-Коемар» — изготовление осветительной техники

## Международные санкции
В 2022 году «в ответ на то, что Белоруссия значительно способствовала и поддерживала вторжение России на Украину, а также поддерживала вооруженные силы России» БелОМО был включен в санкционные списки всех стран Евросоюза, США, Швейцарии и Японии.
12 мая 2023 года Украина ввела санкции против НТЦ «ЛЭМТ», 27 мая – против ММЗ имени С. И. Вавилова, а 1 июля – против Александра Мороза, директора НТЦ «ЛЭМТ» Алексея Шкадаревича и нескольких предприятий объединения. В августе 2023 года к санкциям против БелОМО присоединились Великобритания и Канада. 5 декабря 2023 года США ввели санкции против ОАО «ММЗ имени С.И. Вавилова — управляющая компания холдинга «БелОМО», ОАО «Зенит-БелОМО» и НТЦ «ЛЭМТ» БелОМО, а также их руководителей Мороза, Гайчука и Шкадаревича.
В апреле 2024 года США включили в санкционный список Дмитрия Михальцова, технического директора ММЗ имени Вавилова. 24 июня 2024 года «БеЛОМО», Мороз, «Зенит-БелОМО» и «ЛЭМТ» были включены в санкционные списки Европейского союза; в июле к этим санкциям присоединились Швейцария, Албания, Босния и Герцеговина, Исландия, Лихтенштейн, Молдова, Норвегия, Южная Македония, Украина, Черногория. 23 августа 2024 года США объявили о санкциях против завода «Диапроектор», его директора и двоих заместителей директора, а 24 сентября санкции против «БеЛОМО» и Мороза ввела Новая Зеландия.